# Трохан (Васлуј)
Трохан (рум. Trohan) насеље је у Румунији у округу Васлуј у општини Гарчени. Oпштина се налази на надморској висини од 236 m.

## Становништво
Према подацима из 2002. године у насељу је живело 278 становника, од којих су сви румунске националности.